# Lev Roudatski
Lev Roudatski (en russe : Лев Рудацкий), né en 1998, est un grimpeur russe.

## Biographie
Il remporte aux Championnats d'Europe d'escalade 2020 à Moscou la médaille d'argent en vitesse.

## Palmarès

### Championnats d'Europe
- 2020 à Moscou,  Russie
  -  Médaille d'argent en vitesse